# Po drugiej stronie łóżka
Po drugiej stronie łóżka (hiszp. El otro lado de la cama) – hiszpański komediodramat muzyczny z 2002 roku w reżyserii Emilia Martíneza-Lázaro. Zdjęcia kręcono w Madrycie.
Film opowiada o skomplikowanych relacjach uczuciowych czwórki przyjaciół. Akcja przeplatana jest śpiewanymi przez obsadę największymi przebojami hiszpańskiej muzyki rozrywkowej.

## Obsada
- Ernesto Alterio – Javier
- Paz Vega – Sonia
- Guillermo Toledo – Pedro
- Natalia Verbeke – Paula
- Alberto San Juan – Rafa
- María Esteve – Pilar

i inni

## Przyjęcie i powiązania
Film odniósł w Hiszpanii ogromny sukces komercyjny, w samych kinach zarabiając ponad 12,6 mln euro. W 2005 roku premierę miał jego sequel Dwie strony łóżka. Rok później widzowie we Francji mogli obejrzeć tamtejszy remake pt. On va s'aimer.

## Nagrody i wyróżnienia
Po drugiej stronie łóżka otrzymało 6 nominacji do nagród Goya, lecz ostatecznie twórcy musieli się zadowolić tylko statuetką za najlepszy dźwięk. Pozostałe nominacje: najlepszy film, najlepsza reżyseria, najlepszy debiut aktorski (Guillermo Toledo), najlepsza aktorka drugoplanowa (María Esteve), najlepszy aktor drugoplanowy (Alberto San Juan).